# Peter Stamm
Peter Stamm (Münsterlingen, 18 de gener de 1963) és un autor suís que escriu en alemany. Peter Stamm ha escrit prosa, drama de ràdio, i obres de teatre. És conegut pel seu estil fresc i auster d'escriptura. Des de 2003 Stamm ha estat membre del grup "Autorinnen und Autoren der Schweiz" (autors de Suïssa). Peter Stamm va créixer a Weinfelden al cantó de Turgòvia, fill d'un comptable. Després d'acabar l'escola primària i secundària va passar tres anys com a aprenent de comptable i després cinc més com a comptable. Llavors va optar per tornar a estudiar a la Universitat de Zurich, on va rebre formació en diversos camps, inclòs la llengua anglesa, la informàtica els negocis la psicologia i la psicopatologia. Durant aquest temps també va treballar com a passant en una clínica psiquiàtrica. Després de viure durant un temps a Nova York, París i Escandinàvia es va establir el 1990 com a escriptor i periodista independent a Zúric. Va escriure articles per a, entre d'altres, el Neue Zürcher Zeitung, el Tages-Anzeiger, Die Weltwoche, i el diari satíric Nebelspalter. Des de 1997 ha format part de la redacció de la revista literària trimestral "Entwürfe für Literatur".

## Obres
Narrativa
- Alles über den Mann, 1995
- Gotthard, 1997 (amb Markus Bühler)
- Agnes, 1998. Agnes traduït al català i publicat a Quaderns Crema el 2001.
- Blitzeis, 1999. Pluja de gel traduït al català i publicat a Quaderns Crema el 2002.
- Ungefähre Landschaft, 2001. Paisatge aproximat traduït al català i publicat a Quaderns Crema el 2004.
- In fremden Gärten, 2003
- Warum wir vor der Stadt wohnen, 2005
- An einem Tag wie diesem, 2006
- Wir Fliegen, 2008
- Sieben Jahre, 2009
- Seerücken, 2011
- Nacht ist der Tag, 2013
- Der Lauf der Dinge, 2014
- Die Vertreibung aus dem Paradies, 2014
- Weit über das Land, 2016
- Die sanfte Gleichgültigkeit der Welt, 2018
- Marcia aus Vermont, 2019. Marcia de Vermont traduït al català i publicat a Quaderns Crema el 2020.
- Wenn es dunkel wird, 2020

Teatre
- Die Planung des Planes Monòleg, Schauspielhaus Zürich
- Fremd gehen, 1995
- Après Soleil oder Wen der Wind zur Insel trägt, 2002
- Der Kuss des Kohaku, 2004
- Die Töchter von Tauebnhain, 2004

Drames radiofònics
- Ich und die anderen 1991
- Die Nacht der Gewohnheiten 1993
- In Vitro Zürich 1994
- Der letzte Autofahrer 1995
- Bildnis eines Knaben mit Peitsche 1995

Editor
- Diensttage, 2003

Traductor
- Susan Musgrave: Träum dir eine Badewanne (de l'anglès: Dreams are More Real than Bathtubs), 2002